# 王十朋
王十朋（1112年11月19日—1171年8月6日），字龜齡，號梅溪，溫州樂清縣人（今浙江省樂清市淡溪鎮梅溪村），宋朝作家。
北宋政和二年十月二十八日（1112年11月19日）生於樂清左原。南宋乾道七年七月初三日（1171年8月6日）卒於樂清左原。

## 家世
左原地处乐清县城之左（东）三十有五里山中。王十朋《左原诗序》云：“乐清之东三十五里，群山环绕，地名左原，以其居邑之左也。中有左岭、左湖、左口，皆以‘左’名之。”因村在北面山脚下，当地人亦称“后”。村前有一条明净的溪水，叫梅溪。村四周峰峦环绕，山青水秀，风光秀丽。村里有一口古井，泉清味甘，井畔有修竹数百竿，这口井就在王十朋家的东南面，人称“王家大井头”。
左原王氏祖先，據《梅溪王氏宗譜》載，始祖王澤（王昶之父）在東漢末由代郡太守遷中都尉，居晉陽（今山西省太原市南）。至十九世王仲華由晉陽徙居錢塘（今杭州市）。至二十五世王慶嗣於五代末由錢塘徙居樂清左原，為左原王氏始祖。二世聰、三世文閑、四世信、五世格、六世輔，至七世為王十朋。王家务农，世代贫寒。至五世王十朋的祖父王格时，家业始兴，在左原西畴和东皋两处置田地二百亩。至六世王十朋父亲王辅始业儒。王辅兄弟姐妹六人，王十朋《祭六姑文》中云：“嗟我先子，同气六人，残月孤星，仅存者三，白发苍颜，姑为最尊。”王辅为人儒雅正直，在当地很有威望。他农闲时读书学文，吟诗作对，农忙时与家人下地劳动，是个小康的耕读家庭。父因王十朋赠左朝散郎。十朋母亲万氏，同邑万桥人，赠硕人。生有三女三子，十朋居第三。长姐适孙氏，为十朋长子闻诗的妻母。十朋在《哭亡姐》诗中云：‘先人六儿女， 姐长孝且慈。”又在祭文中云：“闻诗天属为侄，门阑为婿。”十朋夫人贾氏，同邑贾岙人。二个弟弟：长寿朋字梦龄，次百朋字昌龄。

## 傳說
王十朋生時有異兆。祖父王格在十朋出生當年正月曾夢見「嚴闍梨」來，手集眾花，結成一大球送給他，忽然不見。嚴闍梨就在這個月圓寂，十朋母親萬氏恰于這個月有娠。「嚴闍梨」是法華宗的高僧，俗名賈伯威，是王十朋祖母賈靈的兄長，即年少出家，法名處嚴，善詩文，與蘇東坡有詩文往來，人稱「處嚴阿闍梨」，簡稱「嚴闍梨」。十朋小時眉毛濃重，目深神藏、不僅相貌與嚴闍梨相似，穎悟强記亦類小時的舅公嚴闍梨，于是便有王十朋是嚴闍梨轉世的說法。

## 生平
先祖是錢塘人。徽宗政和二年十月二十八日（1112年11月19日）生於樂清左原（今浙江省樂清市淡溪鎮梅溪村），從小日誦數千言，是個神童，先後在鹿巖鄉塾、金溪邑館、樂清縣學讀書。建炎四年（1130年），高宗避難，王十朋有詩“北斗城池增王氣，東甌山水發清輝”。紹興十年（1140年），開館梅溪，教授四十人。翌年入太學。由於秦檜把持著科舉的取捨大權，王十朋因直言而被排斥。直到秦檜死後兩年的紹興二十七年（1157年）三月，高宗親自面試進士，進言“陛下正身以為本，任賢以為助，博采兼聽以收其效”，四十七歲一舉奪魁，授承事郎，特遣紹興府簽判，歷任秘書省校書郎兼建王府小學教授。力主北伐，遭主和派排斥歸里。孝宗時，任侍御史，一月內連上十六札，上疏論史浩八罪。孝宗卻執意議和，七月，王十朋遂辭官歸鄉。
隆興元年（1163年），以集英殿修撰起知饒州，乾道元年（1165年）七月移知夔州，八月起知泉州，任內重視農田水利，愛民如子，乾道六年（1170年）閏五月，泉州任滿之日，“父老兒童攀轅者不計其數，公亦為之垂涕，至今最人猶懷之如父母”，泉州人為他立生祠。一生清廉，三餐常不飽。夫人賈氏出身樂清望族，死於泉州，竟無力歸葬，靈柩停放二年。
乾道七年（1171年）三月任太子詹事，病重，以龍圖閣學士致仕。七月初三日（1171年8月6日）卒於樂清左原，諡號忠文。泉州人在東街建“王忠文祠”（又名梅溪祠）以作紀念。
戲曲《荊釵記》借用了他的名字，劇中情節關於“荊釵定盟”、“妻投甌江”卻與他的生平事蹟不符。著有《梅溪王先生文集》、《杜陵詩史》、《尚書解》、《春秋解》、《論語解》、《周禮詳說》、《唐書詳節》和《梅溪奏議》等。《梅溪王先生文集》（前集詩，後集文），計有詩一千七百多首、賦七篇、奏議四十六篇。

## 評價
- 朱熹論其奏議“氣象大”，称其文“规模宏阔，骨骼开展，出入变化俊伟神速。”又称许其人说：“海内有志之士闻其名，诵其言，观其行，而得其人，无不敛衽心服。”[7]
- 叶适说他“素负大节”“士类常推公第一”。
- 宋孝宗稱其“南國无双士，东都第一臣”。

## 延伸阅读
[在维基数据编辑]
 在维基文库阅读此作者作品（ 在维基共享资源阅览影像）
 《宋史·卷387》，出自脱脱《宋史》